# (32880) 1993 OR5
1993 OR5 (asteroide 32880) é um asteroide da cintura principal. Possui uma excentricidade de 0.11808310 e uma inclinação de 0.89276º.
Este asteroide foi descoberto no dia 20 de julho de 1993 por Eric Walter Elst em La Silla.